# あこがれ共同隊
『あこがれ共同隊』（あこがれきょうどうたい）は、TBS系列で1975年6月6日から9月26日まで、金曜日夜8時から1時間枠で放送されたテレビドラマ。当時人気絶頂のアイドルだった郷ひろみ・西城秀樹・桜田淳子の3人が共演して大きな話題を呼んだ。同じく人気絶頂だった吉田拓郎もゲスト出演し、拓郎プロデュースによる主題歌「風の街」（作詞：喜多條忠、作曲：吉田拓郎、歌：山田パンダ）もヒットした。
番組の冒頭では、郷ひろみが高村光太郎の「天文学の話」という詩の一部を朗読した。
再放送は一度もされていないとされ、ソフト化も一度もないとされる。

## 概要
東京原宿・表参道を舞台に、シラケ世代とは正反対の若者たちの熱いエネルギーのほとばしる姿を描く。原宿は当時、日本で最もファッショナブルな街といわれ、にわかに注目を集めはじめていた。主人公・八田広介（郷ひろみ）は、高級紳士服店の社長（高橋昌也）の息子だが父と衝突して独立。生活費を節約し、ファッション雑誌を読んで一流デザイナーを目指しているというトレンディドラマの先駆けのような設定。

## キャスト
- 郷ひろみ（八田広介・主人公）
- 西城秀樹（畠山竜也・大学生、酒屋の息子）
- 桜田淳子（黒沢令子の妹、黒沢明子・畠山竜也の恋人）[17]
- 高橋昌也（八田洋介・八田広介の父）
- 黒柳徹子（畠山春子・畠山竜也の母）
- 三田佳子（黒沢令子・黒沢明子の姉・八田広介の父の愛人、ブティックR主人）[17][11]
- 大和田伸也（郷太、ブティックR主任）[17][11][17]
- 田中邦衛（八田雄二郎・八田広介の叔父[17]、住所不定）[11][注 1]
- 玉川良一（畠山竜也の祖父）[11]
- 森本レオ（志郎・畠山竜也の酒屋の住み込み従業員）[11]
- 品川隆二（吉之助、縫製工場の主人）[11]
- シェリー（正子・志郎の恋人[17]、縫製工場の従業員）[11]
- せんだみつお（海老蔵・コーヒーショップRのバーテン）[17][11]
- 黒沢洋子（コーヒーショップのウェイトレス）[11]
- 浅田美代子（有名デザイナーの恋人・庄司洋子[17]、第10話からの出演）[17]
- 長門裕之（鶴岡武造、質屋の主人）[11][注 2]
- 黒沢久雄（黒川邦彦）
- 常田富士男（花本勝[17]、修の父）[11][17]
- 山田パンダ（花本修[17]）[17]
- 吉田拓郎

## スタッフ
- 脚本：柴英三郎 、西条道彦、内田栄一、野波静雄、岡本克己
- プロデューサー：大山勝美
- 演出：堀川敦厚、峰岸進、片島謙二、近藤邦勝
- 音楽：
- 主題歌：山田パンダ「風の街」（作詞：喜多条忠、作曲：吉田拓郎、編曲：瀬尾一三）日本クラウン／1975年6月23日発売
- 制作著作：TBS

## 製作

### 企画
企画はTBSで12年間、歌謡番組を担当していたプロデューサー今里照彦。今里にとっては初めて手掛けるドラマで、今里が新御三家、花の高一トリオの中では一番、俳優としての素質が高いと評価していた郷ひろみ、西城秀樹、桜田淳子の3人をメインキャストに抜擢した。3人ともかなり先までスケジュールが埋まっていたため、3人のスケジュール調整に1年を要した。歌謡畑から転向した今里が「今までと違うホームドラマをやってみたい」と企図した。アイドルファンの心理を煽るため、「桜田淳子を巡って、郷ひろみと西城秀樹が競い、それぞれ青いラブシーンを繰り広げる設定にしたい」と話した。また今里は経歴を活かし、付き合いのある吉田拓郎に主題歌を依頼。また拓郎らフォークシンガーの溜まり場だった原宿表参道のスナック『ペニーレイン』を毎回登場させると告知していたが、実際に同店が撮影に使われたかは映像の照合もできないため分からない。放送開始1ヵ月前に今里は、野口五郎や小室等、井上陽水もゲストとしてキャスティング予定と話していた。演出の堀川敦厚は「TBSの金曜8時は裏番組に『太陽にほえろ!』（日本テレビ系）があって、それまで何をやってもダメ。それなら、売れているアイドル歌手を集めようという発想になったんです」と話している。この"売れっ子アイドル歌手を集めてドラマを作る""（テレビ出演を拒否する）現役ミュージシャンをテレビに引っ張り出す"といった着想は先駆的で、以降のドラマやアイドル映画、『ザ・ベストテン』のような音楽番組にも影響を与えたのかも知れない。これを実現させたのは音楽系の事務所と強いパイプがあった今里の尽力だったいう。第一回放送まで1ヵ月も切った1975年5月の文献にタイトルの『あこがれ共同隊』が仮題と書かれたものがある。

### キャスティング
放送当時の文献に誰が主役か書かれた文献は見つからないが、3人の中で郷ひろみの出演シーンが多いため、郷が主役といえる。郷は「本格的な芝居は初めて」と話し、歌番組出演時とは違い、前髪を上げて両サイドをチックで固め、リーゼント風の男っぽい髪型に変えた。リハーサルが毎週木曜・金曜日にあり、本番収録は月曜・火曜の二日間。脇役にベテラン俳優が多いため、郷は責任感からリハーサル、本番収録日も申し訳なくセットを抜けず、その4日は歌番組に出演しなかった（収録が早く終わる日は『歌のグランプリ』等に出演）。郷ひろみ扮する八田広介は20歳。主演格の3人は実年齢に合わせている。三代続いた高級紳士服の老舗『ロンドン屋』の息子だが、中学時代に母を自殺に追いやった父を許せず、家を飛び出し原宿の裁縫工として働く。西城扮する畠山竜也は20歳の大学生で酒屋の息子。病に倒れたマラソンランナーの父の遺志を継ぎ、マラソンに青春の全てをかける。西城は「人に言えない暗い影を背負った短い人生なんて、やったことないしとても難しい」などと話した。郷と西城は元々仲が良かったが、本ドラマの共演でさらに親しくなったという。畠山竜也の恋人・黒沢明子を演じる桜田は17歳。原宿でコーヒーショップとブティックを経営する黒沢令子を演じる三田佳子の妹だが異母姉妹。第7話で竜也が死んだ後は広介に励まされ、恋人関係となる。桜田は「いい役でウレシイんだけど、同時にコワイの。だって秀樹クンとひろみクンのファンってコワイでしょ！」など話した。桜田は郷や秀樹より年下だが〇〇クンと呼ぶ。フォーク/ニューミュージック系のスターが大挙出演したというネット情報があるが、当時の文献で確実に出演したと確認できるのは山田パンダと吉田拓郎だけである。
第1話には山口百恵もゲスト出演。百恵は「いつも仲良くしてる3人が出てるんだもん。応援しなくっちゃネ」と話し、3人は「100人力の助っ人で心強い！」と大歓迎した。不完全ながら不可能と思われた「新御三家」と「高2トリオ(当時)」の合体が実現した。百恵は主演の『赤い疑惑』が控えてなければ、レギュラー出演する可能性もあったという。

### 撮影
TBSテレビ最大のGスタジオに縫製工場、三田佳子の経営するコーヒーショップとブティック、郷ひろみと森本レオが同居する酒屋の二階の部屋などのセットがベニヤ板で作られ、セットの迷路状態。Gスタジオは歌謡番組でも使われるスタジオ。人気者の競演に収録日にはガードマンが厳しく警戒にあたった。
また舞台である原宿近辺でもロケが行われた。第1話（1975年6月6日放送）のファーストシーンは郷と西城、桜田の3人の出会いの場面で、1975年6月6日早朝の神宮外苑を自転車に乗った桜田が号令をかけ、その前を西城が走り、横丁からマネキン人形を抱えた郷が飛び出し、郷と桜田がぶつかり、マネキンが壊れ、郷と西城がケンカになる。このシーンは郷と西城が実際に殴り合いをやり、桜田がビックリするほど。郷も西城も「小さいときからけんかはよくやったから、これぐらいはどうってことないよ」などと話した。当時15歳で明大中野高校在学中だった中森明夫は、翌日ロケ地を見学に行ったという。
西城が死ぬ第7話（1975年7月18日放送）のロケは1975年6月24日。不治の病に冒され療養中に自身の死期を悟り、死ぬ前に大好きなマラソンをやって死にたいと病院を抜け出し、オリンピック出場寸前に死んだ父の形見のランニングウェアを着て思い出の神宮外苑へ飛び出し、絵画館前に差し掛かったとき、ついに力尽きて池の中に落ちるというやや強引な設定だった。死ぬ直前に西城が聖火ランナーになって聖火台まで駆け上がるシーンがフラッシュバックのように現れるが、実際にこのシーンも競技場の階段を使って撮影された。西城を死ぬ設定にしたのは、西城はこの年の夏に富士山麓の野外ライヴや大阪球場ライヴを含む全国縦断コンサートツアー（『ブロウアップ ヒデキ』として映像化）があってドラマのスケジュールが取れなくなり、死んで降板することが決まったため。西城自身が「水の中で死にたい」と考案、神宮外苑の池に入ることになった。池には空き缶やゴミくずがプカプカで、かなりの汚水。底もヌルヌルし、アメンボがいっぱいで、西城はアメンボを見ると鳥肌が立つというアメンボ嫌い。自分から水の中でと言ったため引くに引けず。後から駆け付けた恋人役の桜田も汚水池の中の西城の遺体を抱きかかえ号泣するという、巻き添えを喰らう気の毒な撮影になった。ロケ当日ファンが押し寄せては撮影にならないと早朝6時からのロケにしたが、西城のファンがドッと押し寄せ現場は大混乱に陥った。西城ファンが「ヒデキ！死んじゃイヤ！」「なんでヒデキを殺すの。ディレクターこそ死ね！」などと泣き叫び、「ヒデキを殺すなんてとんでもない！」などと撮影スタッフに詰め寄り、お手上げ状態に陥り、西城自らファンをなだめて回った。撮影ではディレクターが本番でOKを出したのに西城が演技に納得がいかないと、取り直しを要求し、結局西城は1時間池に浸かった。当時のマスメディアから「歌手とは思えない体当たり演技」と褒められた記事があることから、当時の歌手は芝居を本気で演らないと思われていたものと見られる。この撮影に立ち会った堀川敦厚は、桜田の演技に対して「池の中から西城君を抱き起こして叫ぶシーンが、とても鮮やかだった記憶がある。もともと器用な子だけど、恋人の死に向き合う局面で、女優として何かを乗り越えたんじゃないかな」と話している。また桜田が死んだ西城を抱き抱えるシーンでは、桜田が人差し指を自分の唇にあてたあと、西城の唇にあてるシーンもあり、桜田は「西城さんのファンが怖い」と怖気づいたが、ディレクターに強要され、見学の西城のファンに「ファンの方ごめんなさいネ」とお詫びして間接キスをした。収録を終えた西城は「あんまり騒ぎがすごいんで、おちおち死んでもいられなかったよ。呼吸も乱れて動悸がして困りました」などと話した。
主題歌を担当し、出演も告知されていた吉田拓郎が、第8話（7月25日放送回）にゲスト出演。当時の拓郎はフォーライフ・レコードの設立につま恋コンサートと芸能界一ともいえる時の人だったが、テレビ嫌いで通っていたため、久しぶりのテレビ出演に注目度も高かった。拓郎の俳優としてのテレビ出演は1972年のTBS『おはよう』に続いてだが、この時は主演の若尾文子に会いたかったからという理由での出演で、セリフも二言三言だった。それ以降の人気爆発でテレビ各局のテレビ班、映画界とも強い関心を寄せ、拓郎が役者業に関心を持っているとの情報を得て、各局からしきりにドラマ出演の要請があった。拓郎はあくまで音楽中心を建前に全て断っていたが、芝居にかなり関心があったと話し、その都度心が動かされていたと本音を漏らした。これを受け、主題歌を担当していた『俺たちの勲章』（日本テレビ）に出演が決まったと報じられた。同局の中村良男プロデューサーは「拓郎のために台本を新しく作り変えて（1975年）7月ころから撮影に入る予定です」と話した。『あこがれ共同隊』の方は、今里照彦プロデューサーが「役者、吉田拓郎に非常に興味を持っていますが、何せ忙しい人なので、スケジュールの合間をぬって出演してもらうことになっています」と話した。テレビ嫌いの人気者が遂に重い腰を上げた、と映画テレビ制作陣は勇み立った。拓郎の俳優としての可能性を探り、大成功を収めるようなら、テレビや映画界から拓郎を主役にした企画がどっと持ち込まれるのは間違いないと見ていた。歌、作詞、作曲に会社設立と一人で何役もこなす拓郎なら、俳優業でも新風を吹き込むだろうと評された。設定は原宿ペニーレーンで、店員役の山田パンダに「飲み代ツケにしろ」などと迫り、さんざん飲んだ挙句、勘定も払わず店を出るという実生活に近いもの。撮影はペニーレーン設定のTBSのスタジオで収録された。2025年4月3日にBS12 トゥエルビで放送された『船越英一郎の昭和再生ファクトリー』「生誕70周年・西城秀樹の人物像再生 前編」では、山田が実際に原宿のペニーレインでドラマを撮影したと話した。
1970年代後半から、武田鉄矢や泉谷しげる、長渕剛といったニューミュージック系のミュージシャンが本格的に俳優業に進出するが、その先駆け的ドラマでもある。

## 後半の展開
8月29日放送の第13話で、原宿を逃れ全てを捨てて新宿に身を潜めていた広介（郷ひろみ）がチンピラに絡まれて殴られ失明。視力を失いデザイナーとして暗闇の中に沈む広介を3人の女性、明子（桜田淳子）・洋子（浅田美代子）・令子（三田佳子）が愛情を注ぐ、最後に愛を勝ち取るのは誰かという展開。

## 視聴率
初回視聴率は7.6%と振るわず。ヤングアイドル歌手（原文ママ）を起用したが予想外の低視聴率にTBSは「まだスタートしたばかり、勝負はこれからですよ」と強気だったが、裏番組の『太陽にほえろ!』（日本テレビ系）を打ち負かすには至らず。当初の放送予定回数は全26回だったが、視聴率の低迷により、全17回に短縮された。プロデューサーは「視聴習慣に負けました。アイドルを集めたと言っても、内容自体はいい企画だし、十分鑑賞に耐え得る作品だったのですが」と話している。週刊TVガイド誌上では、これを「アイドルの人気がそのまま視聴率につながらなかった典型的な例」としている。しかし、演出・堀川敦厚らが果たせなかった「金曜20時戦争」の悲願は、1979年に始まった『3年B組金八先生』によって達成される。それは同時に「新御三家」や「高2トリオ(当時)」から、アイドルの主流が「たのきんトリオ」ら「80年代組」に移行したことの象徴でもあった。

## サブタイトル
※第7話以降はサブタイトル無し
| 話数   | 放送日        | サブタイトル         | 脚本               | 演出     | 視聴率 |
| ------ | ------------- | -------------------- | ------------------ | -------- | ------ |
| 第1話  | 1975年 6月6日 | 若者の条件           | 柴英三郎           | 堀川敦厚 | 7.6%   |
| 第2話  | 6月13日       | ドブネズミの青春     | 西条道彦           | 峰岸進   |        |
| 第3話  | 6月20日       | 涙の海を渡れ!        | 内田栄一、野波静雄 | 片島謙二 |        |
| 第4話  | 6月27日       | 二十才の朝に走れ!    | 柴英三郎           | 堀川敦厚 |        |
| 第5話  | 7月4日        | 父への挑戦状         | 柴英三郎           | 峰岸進   |        |
| 第6話  | 7月11日       | さよなら原宿         | 西条道彦           | 片島謙二 |        |
| 第7話  | 7月18日       | （サブタイトル無し） | 野波静雄           | 堀川敦厚 |        |
| 第8話  | 7月25日       | （サブタイトル無し） | 柴英三郎           | 峰岸進   |        |
| 第9話  | 8月1日        | （サブタイトル無し） | 西条道彦           | 堀川敦厚 |        |
| 第10話 | 8月8日        | （サブタイトル無し） | 柴英三郎           | 近藤邦勝 |        |
| 第11話 | 8月15日       | （サブタイトル無し） | 岡本克己           | 片島謙二 |        |
| 第12話 | 8月22日       | （サブタイトル無し） | 柴英三郎           | 峰岸進   |        |
| 第13話 | 8月29日       | （サブタイトル無し） | 岡本克己           | 近藤邦勝 |        |
| 第14話 | 9月5日        | （サブタイトル無し） | 柴英三郎           | 片島謙二 |        |
| 第15話 | 9月12日       | （サブタイトル無し） | 西条道彦           | 峰岸進   |        |
| 第16話 | 9月19日       | （サブタイトル無し） | 岡本克己           | 片島謙二 |        |
| 第17話 | 9月26日       | （サブタイトル無し） | 柴英三郎           | 峰岸進   |        |

## エピソード
- 小泉今日子は、子供のころ、この番組を見て原宿に憧れたと話している[2][33]。小泉は18歳から21歳まで原宿に住んだ[34]。このドラマを観てファッション業界に興味を持った若者も少なくないといわれる[14]。
- ソロデビュー前の山下達郎は、このドラマの主題歌、山田パンダが歌う「風の街」のレコーディングにバックコーラスとして参加した[7]。この時、この曲のプロデューサー・吉田拓郎にコーラスの歌唱指導をされて、以来、拓郎とは一回も口を聞いたことがないと話していたが[35][36]、拓郎が2012年8月13日の「坂崎幸之助と吉田拓郎のオールナイトニッポンGOLD」で、山下達郎・竹内まりや夫妻の声がいい。ファンだね」など話したことがきっかけで[36]、以降は家族ぐるみで付き合いになったという[37]。